# Trisetum umbratile
Trisetum umbratile är en gräsart som först beskrevs av Pál Kitaibel, och fick sitt nu gällande namn av Masao Kitagawa. Trisetum umbratile ingår i släktet glanshavren, och familjen gräs. Inga underarter finns listade i Catalogue of Life.